# Mila rzymska

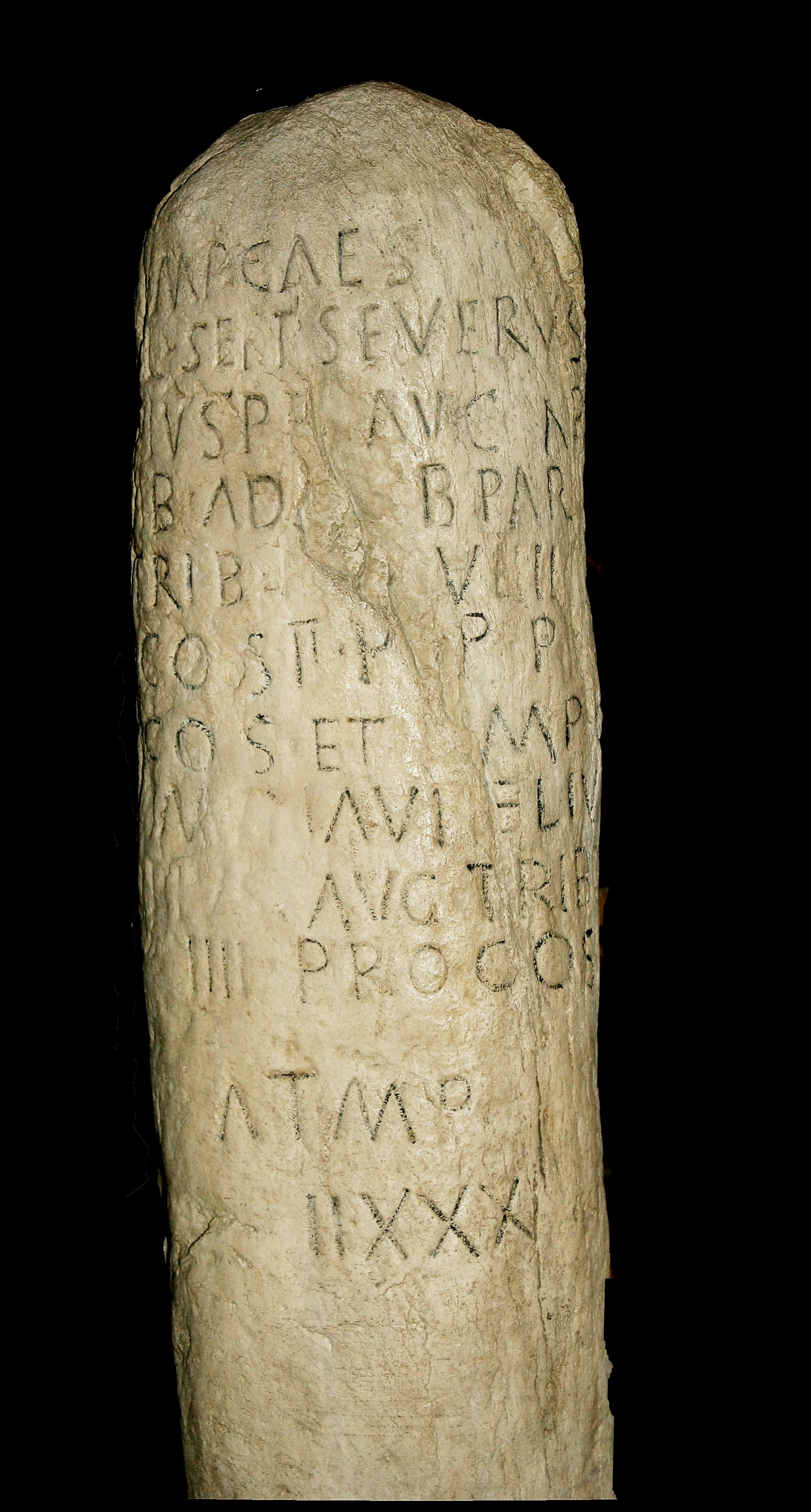
Rzymski słup milowy w Sankt Margarethen im Lungau w Austrii

Mila rzymska (od łacińskiego mille passus, czyli 1000 podwójnych kroków) – miara rzymska, równowartość dzisiejszych 1480 metrów albo 5000 rzymskich stóp. Krok podwójny (passus) liczył 1,478 m, a krok pojedynczy (gradus) 0,739 m.